# Azizbek Turgʻunboyev
Azizbek Murodulla oʻgʻli Turgʻunboyev (ur. 1 października 1994 w Popie) – uzbecki piłkarz występujący na pozycji pomocnika w Navbahorze Namangan.

## Kariera klubowa
Wychowanek klubu Navbahor Namangan. W sezonie 2018 zajęli oni 3. miejsce w końcowej tabeli rozgrywek, a sam Turgʻunboyev w tym roku strzelił 7 bramek w 27 spotkaniach.

## Kariera reprezentacyjna
19 maja 2018 zadebiutował w reprezentacji Uzbekistanu w towarzyskim meczu z Iranem (0:1). Znalazł się w kadrze Uzbekistanu na Puchar Azji 2019. Rozegrał na tym turnieju 2 spotkania.
Mecze w reprezentacji
| Reprezentacja | Rok    | Mecze | Bramki |
| ------------- | ------ | ----- | ------ |
| Uzbekistan    | 2018   | 4     | 0      |
| Uzbekistan    | 2019   | 3     | 0      |
| Uzbekistan    | 2020   | 3     | 0      |
| Ogółem        | Ogółem | 10    | 0      |